# Riksdagen 1896
Riksdagen 1896 ägde rum i Stockholm.
Riksdagens kamrar sammanträdde i gamla riksdagshuset den 15 januari 1896. Riksdagsarbetet inleddes ceremoniellt genom riksdagens högtidliga öppnande i rikssalen på Stockholms slott. Riksdagen avslutades den 16 maj 1896.